# NGC 5273
NGC 5273 est une galaxie lenticulaire située dans la constellation des Chiens de chasse. Sa vitesse par rapport au fond diffus cosmologique est de 1 294 ± 15 km/s, ce qui correspond à une distance de Hubble de 19,1 ± 1,4 Mpc (∼62,3 millions d'al). NGC 5273 a été découverte par l'astronome germano-britannique William Herschel en 1785. Cette galaxie a aussi été observée par l'astronome américaine Lewis Swift le 1er septembre 1888 et elle a été inscrite à l'Index Catalogue sous la cote IC 895.
NGC 5273 a été utilisée par Gérard de Vaucouleurs comme une galaxie de type morphologique SA(s)0o dans son atlas des galaxies,.
NGC 5273 est une galaxie active de type Seyfert 1.9. C'est une possiblement galaxie du champ, c'est-à-dire qu'elle n'appartient pas à un amas ou un groupe et qu'elle est donc gravitationnellement isolée. Cependant, selon E.L. Turner, les galaxies NGC 5273 et NGC 5276 forment une paire de galaxies rapprochées. La distance de Hubble de NGC 5276 est cependant beaucoup plus grande (83,18 ± 5,83 pc). Ces deux galaxies forment donc une paire purement optique.
À ce jour, cinq mesures non basées sur le décalage vers le rouge (redshift) donnent une distance de 16,660 ± 2,862 Mpc (∼54,3 millions d'al), ce qui est à l'intérieur des valeurs de la distance de Hubble. Puisque cette galaxie est relativement rapprochée du Groupe local, cette distance est peut-être plus près de sa distance réelle que la distance de Hubble. Notons que c'est avec la valeur moyenne des mesures indépendantes, lorsqu'elles existent, que la base de données NASA/IPAC calcule le diamètre d'une galaxie.

## Trou noir supermassif
Selon les auteurs d'un article publié en 2002, la masse du trou noir central de M51 (NGC 5273) est de 3,42 x 106{\displaystyle M_{\odot }} (106,51{\displaystyle M_{\odot }}).  
Selon les auteurs d'un article publié en 2012, la masse du trou noir supermassif au centre de NGC 5273 est de 2,1 millions de {\displaystyle M_{\odot }}. La connaissance de sa masse et de son taux d'accrétion permet d'estimer le taux de formation d'étoiles dans la région centrale des galaxies de type Seyfert. Ce taux pour NGC 5273 serait à l'intérieur d'un rayon de 1 kpc de 0,057 {\displaystyle M_{\odot }}/an.